# Paul Leduc
Paul Leduc Rosenzweig (Città del Messico, 11 marzo 1942 – Città del Messico, 21 ottobre 2020) è stato un regista, sceneggiatore e produttore cinematografico messicano.

## Biografia
Mentre seguiva i corsi di architettura presso l'Università Nazionale Autonoma del Messico, Paul Leduc si accostò al cinema aprendo alcuni cineclub e scrivendo recensioni ai film. In seguito ottenne una borsa di studio per studiare cinema all'IDHEC di Parigi. Tornato in Messico nel 1967, fondò con Rafael Castanedo, Alexis Grivas e altri il gruppo Cine 70, che produsse una ventina di cortometraggi per il Comitato Olimpico Internazionale. Si impose all'attenzione della critica grazie al suo primo lungometraggio, John Reed, Mexico insurgente, realizzato nel 1970. Fu solo nel 1976 che poté di nuovo girare un lungometraggio, Etnocidio, notas sobre el mezquital, uno dei documentari più potenti incentrati sulle deplorevoli condizioni di vita dei gruppi indigeni e dei contadini in Messico. Nel 1984 girò un film biografico originale sull'artista Frida Kahlo, il pluripremiato Frida, Naturaleza Viva
La sua carriera da regista fu sempre disgiunta dall'industria cinematografica messicana, in quanto egli finanziava i film in modo indipendente.
Con la produttrice Bertha Navarro, Paul Leduc ebbe una figlia, la regista Valentina Leduc Navarro.

## La trilogia musicale
Il cinema di Paul Leduc è celebrato nell'ambito della 23° edizione di Doclisboa. Cahiers du cinéma riconosce al regista l'appartenenza a quel filone della storia del cinema che unisce la sperimentazione formale al desiderio di cambiare il mondo attraverso il sogno di un linguaggio universale, che parte da L'uomo con la macchina da presa di Dziga Vertov e coinvolge, tra gli altri, il Manoel de Oliveira di Mon cas. Da questa ricerca di una lingua utopica Leduc si orienterò poi verso un cinema sempre più barocco tra la fine degli anni Ottanta e l'inizio degli anni Novanta con la trilogia musicale di Barroco, Latino Bar, Dollar Mambo, dove il parlato è ridotto ai minimi termini per lasciare il posto a musica e danza, trasformando la commedia musicale in un genere anti-imperialista.

## Filmografia

### Regista

#### Lungometraggi
- Reed: Insurgent Mexico (1972)
- Frida, Naturaleza Viva (1986)
- Barroco (1989)
- Latino Bar (1991)
- Dollar Mambo (1993)
- Cobrador: In God We Trust (2006)

#### Documentari
- Ethnocide (1977)